# ميلكا تشولينا
ميلكا ييليسافا تشولينا أوربانيتش (بالإسبانية: Milka Chulina)‏ (من مواليد 6 يناير 1974 في مدينة بوليفار، فنزويلا) ممثلة عارضة أزياء، وفائزة لملكة جمال فنزويلا لعام 1992 ، وصيفة ثانية في مسابقة ملكة جمال الكون عام 1993 وأعلى 15 مباراة في مسابقة ملكة جمال الدولية 1994.

## الروابط الخارجية
- Miss Venezuela Official Website
- Miss Universe Official Website

| الجوائز و الإنجازات  | الجوائز و الإنجازات                         | الجوائز و الإنجازات    |
| -------------------- | ------------------------------------------- | ---------------------- |
| سبقه فافيولا سبيتالي | ملكة جمال فنزويلا الدولية 1994              | تبعه أنا ماريا أموري   |
| سبقه مادو سابري      | ملكة جمال الكون (مركز الوصيفة الثانية) 1993 | تبعه مينوركا ميركادو   |
| سبقه Carolina Izsak  | ملكة جمال فنزويلا 1992 ‏                     | تبعه Minorka Mercado   |
| سبقه Maria González  | ولاية أراغوا 1992                           | تبعه مونيكا مونتونيغرو |